# Six lettres à A. A. M. Stols
Six lettres à A. A. M. Stols est un ouvrage de Rainer Maria Rilke publié dans la clandestinité en 1943 aux Pays-Bas.

## Historique
Éditée par les éditions A. A. M. Stols à La Haye, cette plaquette, annotée par l'éditeur (Alexandre Alphonse Marius Stols) est imprimée en caractères Lutetia. Elle est tirée à quatre-vingt dix neuf exemplaires. Deux exemplaires sont sur papier du Japon et les autres sur papier filigrané fait à la main chez J. Barcham Green & Son à Maidstone dans le Kent. Elle a été achevée d'imprimer à Maastricht le 21 décembre 1927 mais n'est mise en commerce qu'en 1943.